# 國風文化
國風文化（日语：／ Kokufū bunka）是日本的文化史分期之一，指以10世紀初至11世紀的攝關政治期為中心的日本文化，對12世紀的院政期文化有深遠的影響。相對於奈良時代，此時期逐漸減少對中國文化的模仿而趨向本土化發展，很大程度形塑了現今世人所知的日本文化傳統。

## 特色
國風（和風）文化是相對於深受中國影響的奈良時代文化（唐風）的稱呼，是大多數日本文化的源流。

### 遣唐使停止
寬平6年（894年），遣唐使停止，日本擺脫中國的直接影響，重視日本獨自風土、生活感情的「國風（くにぶり）」加速發展。

### 淨土教流行
以末法思想為背景的淨土教（淨土信仰）大為流行。9世紀前半，圓仁將念佛三昧法傳入比叡山，源信著《往生要集》將天台淨土教集大成。又，空也對庶民廣布淨土教，人稱市聖。淨土信仰也盛行在京都的貴族之間，影響國風文化的佛教建築、佛像、繪畫等。

### 女房文學發達
藤原氏（藤原北家）主導攝關政治，讓子女入內，選拔有才能的女性作為女房，近侍天皇。女房多出身中級貴族，受過教育。因此，清少納言、紫式部等女流作家輩出。

### 假名文字使用
奈良時代，為了日本語表記而使用借漢字音訓的萬葉假名，到了此時代改成廣泛使用假名文字（平假名、片假名）。紀貫之著《古今和歌集》「假名序」是以平假名書寫的和文的初期作品。

## 文學

### 詩歌
- 古今和歌集：延喜5年（905年），醍醐天皇命紀貫之、紀友則、凡河內躬恒、壬生忠岑等編纂，日本最初的勅撰和歌集。
- 和漢朗詠集：寬仁2年（1018年）頃，藤原公任編集的漢詩集。

### 物語
- 竹取物語：現存最古的假名物語。
- 伊勢物語：在原業平為主人公的歌物語。
- 宇津保物語：遣唐副使、清原俊蔭和其子孫為主人公的物語。
- 落窪物語：苦於繼母欺凌的落窪之姬和貴公子結婚得到幸福的物語。
- 源氏物語：王朝物語的最高傑作。

### 日記、隨筆
- 土佐日記：紀貫之在土佐守任務終了的歸途中，以女性口吻的平假名書寫。
- 蜻蛉日記：藤原道綱母對丈夫藤原兼家和生活不滿的日記。
- 和泉式部日記：和泉式部自身戀愛的日記。
- 紫式部日記：紫式部在宮中仕官時的日記。
- 枕草子：清少納言的隨筆。和鴨長明的《方丈記》、吉田兼好的《徒然草》並稱「日本三大隨筆」。
- 更級日記：菅原孝標女紀述自己人生的自傳式回想錄。
- 小右記：藤原實資的日記。（漢文）
- 御堂關白記：藤原道長的日記。

### 其他
- 倭名類聚抄：源順編纂的日本最早的百科全書。
- 六歌仙：在原業平、小野小町、僧正遍昭、喜撰法師、文屋康秀、大友黑主6歌人之總稱。

## 服裝
男性用
- 衣冠
- 束帶
- 直衣
- 狩衣

女性用
- 十二單
- 細長

## 樂器
- 和琴

## 宗教
- 御靈信仰
- 陰陽道
- 本地垂迹

## 建築

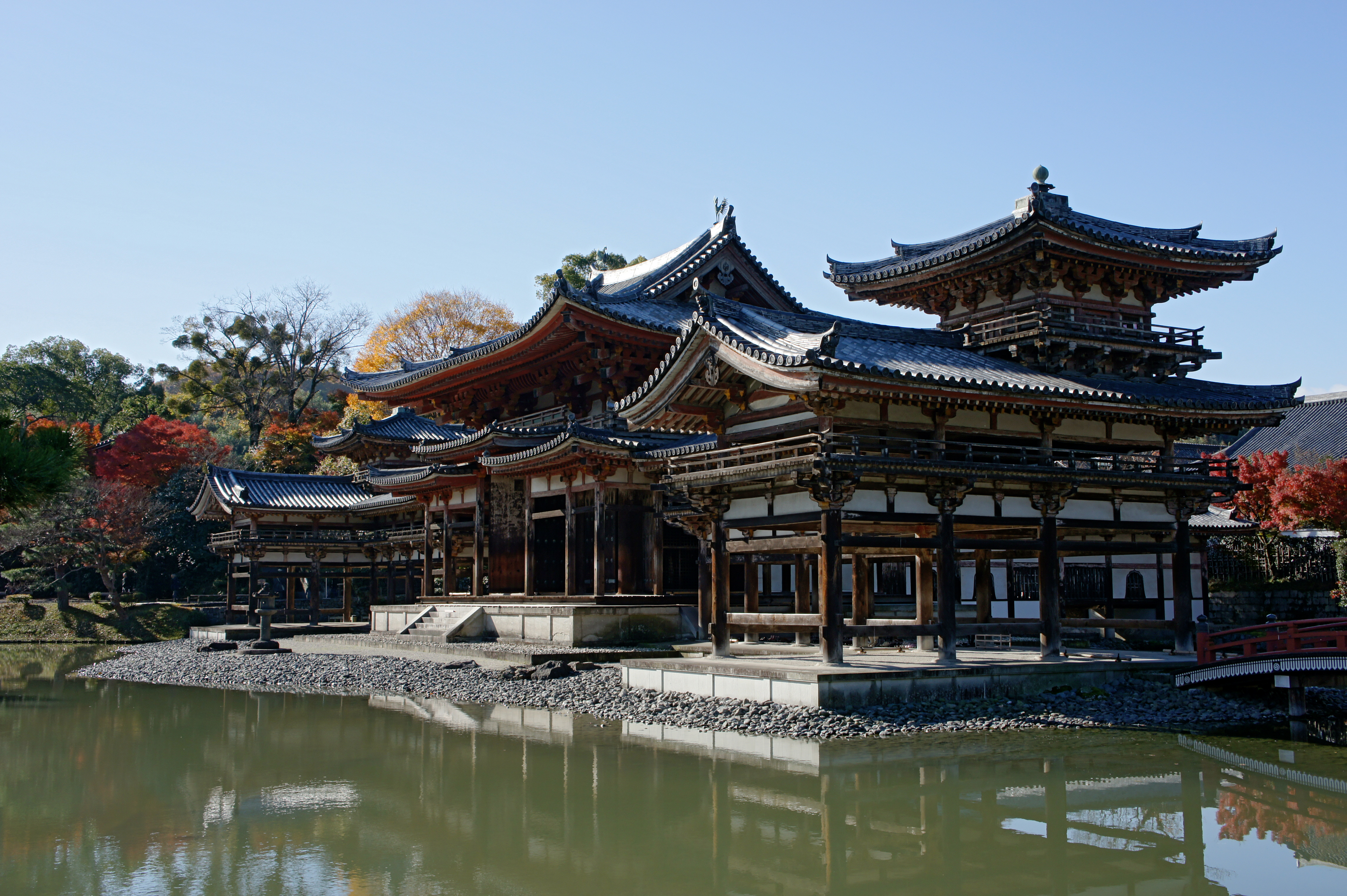
平等院鳳凰堂

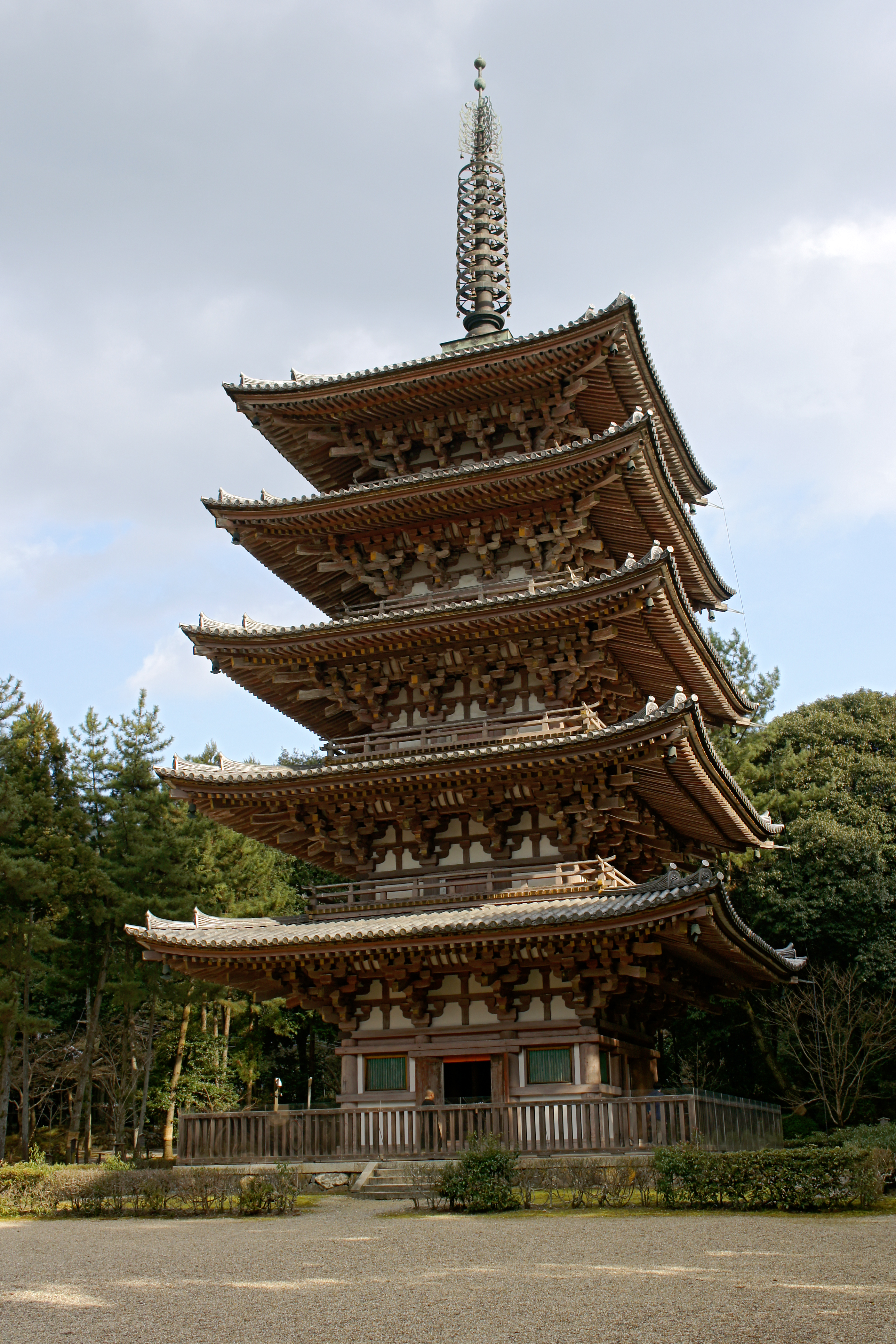
醍醐寺五重塔

貴族住宅為寢殿造的建築樣式，平等院可見受其影響。佛教建築則是受淨土教的影響，建立許多阿彌陀堂。
- 法成寺無量壽院：寬仁4年（1020年），藤原道長建立。現不存。
- 平等院鳳凰堂：天喜元年（1053年），藤原頼通建立。
- 法界寺阿彌陀堂：永承5年（1050年）頃，日野資業以自己的別莊為寺。

天曆5年（951年）建立的醍醐寺五重塔是阿彌陀堂以外的名建築。

## 雕刻
因為阿彌陀如來像的大量生產，採用寄木造的技法。定朝將此技法集大成，其佛像樣式稱作「定朝様式」。
- 平等院鳳凰堂阿彌陀如來像：定朝作唯一現存的作品。
- 法界寺阿彌陀如來像
- 平等院鳳凰堂雲中供養菩薩像

## 繪畫

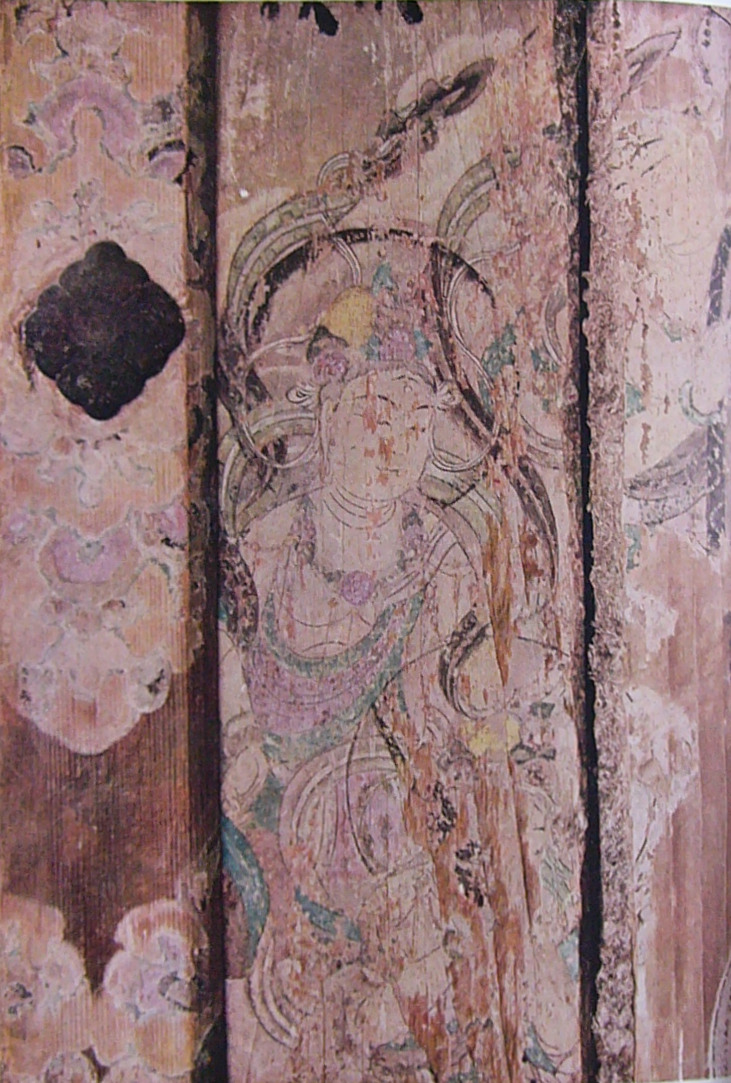
平等院壁畫

日本風的會畫大和繪發達，許多物語繪（冊子或繪卷物）製作。佛教繪畫以來迎圖最多。
- 高野山　涅槃圖(ACE1086)
- 高野山　聖衆來迎圖
- 東寺　十二天(ACE1127)
- 東京國立博物館　普賢菩薩像
- 平等院鳳凰堂扉繪(ACE1053年前後)
- 京都國立博物館　山水屏風
- 源氏物語繪卷（平家時代或院政期）
- 信貴山緣起（院政期）
- 伴大納言繪卷（院政期）
- 鳥獸人物戲畫甲乙卷（院政期）[1]

## 書法
小野道風、藤原佐理、藤原行成稱為三蹟。11世紀的高野切是假名書道最高的作品，至12世紀展開多樣的假名書風。

## 工藝

### 刀劍
日本刀的様式（鎬造、灣刀）的確立期。
- 三條宗近（三日月宗近）
- 小烏丸（天國）
- 備前國友成
- 童子切安綱（安綱）

### 蒔繪
奈良時代在日本產生的蒔繪技法大幅發展。

## 参照
1. ↑  鳥獸人物戲畫4卷中的2卷是鎌倉時代製作。

## 關連項目
- 平安時代
- 日本文化
- 日本中古文學史
- 王朝國家、攝關政治
- 菅原道真
- 延喜天曆之治